# Aisonville-et-Bernoville

Aisonville-et-Bernoville este o comună în departamentul Aisne din nordul Franței. În 1 ianuarie 2022 avea o populație de 257 de locuitori.